# Lista zamachów terrorystycznych w Indiach
Lista zamachów terrorystycznych w Indiach – prezentuje w odwróconym porządku chronologicznym udane bądź nieudane zamachy terrorystyczne w Indiach.
Terroryzm indyjski wywodzony jest z Bengalu. Zrodził go opór wobec brytyjskich kolonizatorów i kolejno szowinizm purystów muzułmańskich. Pierwszy zamach bombowy w Indiach miał miejsce w 1897 w Pune w stanie Maharasztra. Działacze Towarzystwa Ochrony Religii Hindu zabili wtedy Radna – Anglika, komisarza ds. palg.
Najbardziej znanym dziełem z kręgu terrorystów-patriotów z czasów Indii Brytyjskich była Filozofia bomby przypisywana Bhagawatiemu Charanowi.
W latach dwudziestych zamachy stosowali też indyjscy socjaliści. Do minimalizacji ówczesnego terroryzmu politycznego przyczyniły się ideologie ahimsy i satjagrahy Gandhiego oraz polityka Indyjskiego Kongresu Narodowego. W opozycji do filozofii non violence wyłoniły się idea hindutwy i tendencje do przemiany Indii w hinduistyczne separatystyczne państwo dobrobytu.
Współcześnie wśród przyczyn zamachów terrorystycznych pojawiają się konsekwencje konfliktu indyjsko-pakistańskiego, konflikty komunalistyczne, naciski na tworzenie nowych stanów i rosnące niezadowolenie z nierówności klasowo-kastowej. Tę ostatnią wyraźnie przedstawia powszechnie używane w Indiach jej określenie: kultura Kałasznikowa.

## 2011–2013
| Data                 | Zabici | Ranni | Lokalizacja          | Opis |
| -------------------- | ------ | ----- | -------------------- | --- |
| 3 maja 2011          | 11     | 40    | Jharkhand, Lohardaga | Zamach minowy naksalitów na konwój pojazdów policyjnych. |
| 13 lipca 2011        | 21     | 113   | Maharasztra, Mumbaj  | Potrójny (rejon jubilerski Zaveri Bazaar, Opera House i dzielnica Dadar) zamach terrorystyczny w Mumbaju w godzinach 18.50 do 19.                                                                               |
| 20 lipca 2011        | 7      | 4     | Chhattisgarh         | Zamach minowy na konwój 25 pojazdów. Zginęło siedmiu pracowników partii Indyjski Kongres Narodowy. |
| 1 sierpnia 2011      | 5      | 7     | Manipur, Imphal      | Wybuch bomby na targowisku. |
| 13 lutego 2012       | 0      | 4     | Nowe Delhi           | Wybuch bomby przy samochodzie żony dyplomaty izraelskiego, 500 metrów od oficjalnej rezydencji Manmohana Singha.                                                                                                |
| 16 kwietnia 2013     | 0      | 16    | Bangalore            | Wybuch bomby umieszczonej w motocyklu przed siedzibą Indyjskiej Partii Ludowej. |
| 27 października 2013 | 6      | 66    | Patna, Bihar         | Co najmniej 6 osób zginęło w wybuchu kilku bomb w mieście Patna, stolicy stanu Bihar, podczas wiecu wyborczego opozycyjnej Partii Bharatiya Janata (BJP) z udziałem jej kandydata na premiera Narendry Modiego. |

## 2010
| Data         | Zabici | Ranni | Lokalizacja                              | Opis |
| ------------ | ------ | ----- | ---------------------------------------- | --- |
| 20 listopada | 7      | 0     | Bihar, Aurangabad                        | Wybuch bomby podczas wyborów uzupełniających. |
| 28 maja      | 148    | 200   | Bengal Zachodni, West Medinipur, Sardiha | Wybuch bomby na trasie pociągu ekspresowego Jnaneswari Express (Howrah – Kurla) pomiędzy stacjami Khemasuli i Sardiha, 150 km na zachód od Kalkuty. Akcję przygotował „Komitet Ludowy przeciwko Okrucieństwom Policji”.                                      |
| 17 maja      | 44     | 15    | Chhattisgarh, Dantewada                  | Autobus przewożący policjantów wpadł na minę-pułapkę. |
| 17 kwietnia  | 0      | 15    | Karnataka, Bangalore                     | Wybuch bomby przed stadionem Chinnaswamy Stadium, gdzie mecz krykieta w turnieju „Indian Premier League” (IPL) rozgrywały drużyny z Bangaluru i Mumbaju. |
| 12 kwietnia  | 0      | 1     | Nowe Delhi                               | Wybuch bomby na parterze trzypiętrowego budynku w dzielnicy Jamia Nagar w Nowym Delhi. Bombę (dostarczoną przesyłką kurierską) umieszczono w plastikowej reklamówce wewnątrz pudełka po butach.                                                              |
| 6 kwietnia   | 76     | 8     | Chhattisgarh, Talmetla                   | Atak na CRPF w Talmetli |
| 1 kwietnia   | .      | 1     | Manipur, Imphal                          | Wybuch bomby w sklepie „Dinesh TV electronics” ze sprzętem elektronicznym firmy Samsung, zlokalizowanym na bazarze Thangal w Imphalu. |
| 18 marca     | 0      | 12    | Bihar, Barairpur – Jamui                 | Wybuch bomby w minibusie kursującym na trasie z Barairpur do Jamui. |
| 16 marca     | 3      | 7     | Kaszmir                                  | Terroryści przeprowadzili dwa zamachy w miastach Śrinagar oraz Sopore. |
| 14 marca     | 1      | 5     | Kaszmir, Maharajgunj                     | Wybuch granatu rzuconego w patrol wojskowy, zabił indyjskiego żołnierza. |
| 18 lutego    | 11     | .     | Bihar, Jamui, Phulwaria Korasi           | Ponad 100 maoistów okrążyło i zaatakowało wieś Phulwaria Korasi (odległą 150 km od Patny) (Kasari) w odwecie za zabicie 8 rebeliantów. Z posterunku policji oddalonego o 3 km nie nadeszła pomoc.                                                            |
| 15 lutego    | 28     | .     | Bengal Zachodni, Medinipur, Silda        | Naksalici przeprowadzili atak na obóz Eastern Frontier Rifles – formacji wchodzącej w skład policji bengalskiej. |
| 13 lutego    | 8      | 33    | Maharasztra, Pune                        | Eksplozja bomby w popularnej restauracji German Bakery przy aśramie guru Osho. |
| 7 stycznia   | 6      | 8     | Dżammu i Kaszmir, Srinagar               | Terroryści Lashkar-e-Taiba podjęli szturm hotelu, zabijając w nim dwóch cywilów oraz policjanta. Następnie siły bezpieczeństwa odbiły hotel, uśmiercając przy tym dwóch terrorystów. W akcji śmierć poniósł także funkcjonariusz organizacji paramilitarnej. |

## 2009
| Data           | Zabici | Ranni | Lokalizacja                              | Opis |
| -------------- | ------ | ----- | ---------------------------------------- | --- |
| 10 grudnia     | 4      | 17    | Assam, Guwahati                          | Wybuch bomby na targowisku zabił cztery osoby. |
| 22 listopada   | 7      | 22    | Assam, Nalbari                           | Podwójna eksplozja nieopodal posterunku policji. O zorganizowanie zamachów rząd podejrzewał bojowników Zjednoczonego Frontu Wyzwolenia Assamu (ULFA). |
| 8 października | 17     | .     | Maharasztra, Gadchiroli                  | Około 150 maoistów zaatakowało oddział policji w terenie zalesionym na granicy stanów Maharasztra i Chhattisgarh. |
| 20 czerwca     | 0      | 4     | Bengal Zachodni, West Midnapore, Lalgarh | Operacja Lalgarh, eksplozja ładunku wybuchowego ciężko raniła czterech policjantów. |
| 19 czerwca     | 0      | 2     | Bengal Zachodni, Pirakata                | Operacja Lalgarh, eksplozja ładunku wybuchowego ciężko raniła dwóch policjantów. |
| 18 czerwca     | 0      | 0     | Bengal Zachodni, Koima                   | Operacja Lalgarh, zdetonowanie bomby przez maoistowskich rebeliantów podczas przejazdu wojsk indyjskich. |
| 15 maja        | 0      | 8     | Orisa                                    | Ładunek wybuchowy ranił ośmiu cywilów. |
| 22 kwietnia    | 5      | 7     | Dżammu i Kaszmir                         | Wybuch bomby w ciężarówce zabija grupę cywilów i przedstawicieli społecznego komitetu obrony wsi, w trakcie trwania wyborów parlamentarnych. |
| 6 kwietnia     | 7      | 60    | Assam, Guwahati                          | Zamachy w Guwahati (6 kwietnia 2009), wybuch dwóch bomb zabił siedem osób. |
| 25 marca       | 5      | 50    | Assam, Tezpur                            | Partyzanci rzucili granat na targowisku. |
| 18 marca       | 1      | 12    | Bengal Zachodni, New Jalpaiguri          | W wyniku detonacji ładunku wybuchowego zginęła jedna osoba, a 12 zostało rannych. |
| 27 lutego      | 0      | 0     | Manipur, Thoubal                         | Wybuch bomby w budynku kongresu dystryktu Thoubal. Nikt nie ucierpiał. |
| 1 stycznia     | 5      | 50    | Assam, Guwahati                          | Zamachy w Guwahati (1 stycznia 2009), seria trzech eksplozji w Bhootnath, Birubari and Bhangagarhna, krótko przed przybyciem ministra spraw wewnętrznych Indii (Palaniappan Chidambaram). Ładunki wybuchowe przymocowano do pozostawionych w publicznych miejscach rowerów oraz umieszczono w koszach na śmieci. |

## 2008
| Data            | Zabici | Ranni | Lokalizacja         | Opis                                                                          |
| --------------- | ------ | ----- | ------------------- | ----------------------------------------------------------------------------- |
| 26 listopada    | 101    | 300   | Maharasztra, Mumbaj | Zamach terrorystyczny w Mumbaju w 2008 roku – seria zamachów terrorystycznych |
| 30 października | 84     | 470   | Assam, Guwahati     | seria zamachów                                                                |
| 26 lipca        | 45     | 160   | Gujarat, Ahmadabad  | krwawy zamach przeprowadzony przez islamskich ekstremistów                    |

## 2007
| Data      | Zabici | Ranni | Lokalizacja              | Opis |
| --------- | ------ | ----- | ------------------------ | --- |
| 19 lutego | 68     | 50    | Hariana, Panipat, Diwana | Zamach bombowy w Indiach 19 lutego 2007, atak terrorystyczny na pociąg Samjhauta Express (Ekspres Przyjaźń), kursujący pomiędzy Delhi w Indiach a Lahaur w Pakistanie. |

## 2006
| Data     | Zabici | Ranni | Lokalizacja         | Opis                                                                      |
| -------- | ------ | ----- | ------------------- | ------------------------------------------------------------------------- |
| 11 lipca | 209    | 714   | Maharasztra, Mumbaj | 7 eksplozji w pociągach i na stacjach sieci kolei podmiejskiej w Mumbaju. |

## 2001
| Data       | Zabici | Ranni | Lokalizacja | Opis                            |
| ---------- | ------ | ----- | ----------- | ------------------------------- |
| 13 grudnia | 12     | 22+   | Nowe Delhi  | Atak na parlament Indii (2001). |

## 1996
| Data       | Zabici | Ranni | Lokalizacja | Opis                                                          |
| ---------- | ------ | ----- | ----------- | ------------------------------------------------------------- |
| 30 grudnia | 33     | 150   | Indie       | Zbombardowanie pociągu przez separatystów z ugrupowania Bodo. |

## 1897
| Data | Zabici | Ranni | Lokalizacja       | Opis |
| ---- | ------ | ----- | ----------------- | --- |
| .    | .      | .     | Puna, Maharasztra | Zamach działaczy Towarzystwa Ochrony Religii Hindu na Radna – Anglika, komisarza ds. palg. To pierwszy zamach bombowy w Indiach. |